# Sverre Nypan
Sverre Halseth Nypan (Trondheim, 19 de dezembro de 2006) é um futebolista norueguês que atua como meio-campista. Atualmente, defende o Middlesbrough, emprestado pelo Manchester City.

## Carreira

### Rosenborg
Em janeiro de 2022, Nypan assinou seu primeiro contrato profissional com o Rosenborg. Em abril do mesmo ano, o atleta teve seu contrato renovado, logo em seguido foi integrado ao elenco principal do clube.
Nypan fez sua estreia pelo Rosenborg no dia 6 de novembro de 2022, começando como titular na partida contra o FK Jerv, em partida válida pela Eliteserien. Com isso, ele se tornou o jogador mais jovem a representar o Rosenborg em uma partida oficial, com 15 anos e 322 dias, batendo o recorde que pertencia anteriormente a John Hou Sæter, e o recorde de Magnus Holte, como o mais jovem a jogar uma partida da liga. Como começou a partida como titular, Nypan também bateu o recorde de Ola By Rise, de 1977, como o jogador mais jovem a iniciar uma partida da liga como titular.
Em maio de 2023, Nypan marcou seu primeiro gol pelo Rosenborg, na partida contra o Bodø/Glimt, válida pela Eliteserien. Ao marcar, ele se tornou o jogador mais jovem da história do Rosenborg a marcar em uma partida da liga, com 16 anos e 145 dias.
Em setembro de 2023, Nypan assinou um novo contrato com o Rosenborg. No dia 11 de outubro de 2023, ele foi nomeado pelo jornal inglês The Guardian como um dos melhores jogadores da geração 2006 em todo o mundo.

### Manchester City
No dia 17 de julho de 2025, Nypan foi anunciado como novo reforço do Manchester City. O norueguês assinou um contrato válido até junho de 2030 com os Citizens. O clube inglês pagou cerca de 12,5 milhões de libras esterlinas (cerca de R$ 93 milhões) para contar com o jogador.

#### Middlesbrough (empréstimo)
No dia 19 de agosto de 2025, o Middlesbrough anunciou a chegada, por empréstimo, de Sverre Nypan.

## Estatísticas na carreira
- Atualizado até 24 de maio de 2025[9]

| Clube             | Temporada         | Liga              | Liga  | Liga | Copa da Noruega | Copa da Noruega | Europa | Europa | Total | Total |
| Clube             | Temporada         | Divisão           | Jogos | Gols | Jogos           | Gols            | Jogos  | Gols   | Jogos | Gols  |
| ----------------- | ----------------- | ----------------- | ----- | ---- | --------------- | --------------- | ------ | ------ | ----- | ----- |
| Rosenborg         | 2022              | Eliteserien       | 2     | 0    | 0               | 0               | —      | —      | 2     | 0     |
| Rosenborg         | 2023              | Eliteserien       | 23    | 5    | 2               | 0               | 3      | 0      | 28    | 5     |
| Rosenborg         | 2024              | Eliteserien       | 28    | 8    | 2               | 0               | —      | —      | 30    | 8     |
| Rosenborg         | 2025              | Eliteserien       | 9     | 1    | 1               | 0               | —      | —      | 10    | 1     |
| Total na carreira | Total na carreira | Total na carreira | 62    | 14   | 5               | 0               | 3      | 0      | 70    | 14    |

1. ↑  Appearances in UEFA Europa Conference League

## Premiações
Individual
- Jogador Jovem do Ano da Eliteserien: 2023,[10] 2024[11]

## Links externos
- Perfil no site do Manchester City FC